# The Shower Principle
"The Shower Principle" é o décimo quinto episódio da sexta temporada da série de televisão norte-americana de comédia de situação 30 Rock, e o 117.° da série em geral. Teve o seu enredo escrito por Tom Ceraulo, produtor associado da temporada, e foi o último trabalho de realização por Stephen Lee Davis no seriado. A sua transmissão original nos Estados Unidos ocorreu na noite de 29 de Março de 2012 através da rede de televisão National Broadcasting Company (NBC). As estrelas convidadas para o episódio foram Kristen Schaal, Ken Howard, Doug Trapp, e Peter Jessop. O jornalista de televisão Thomas Roberts interpretou uma versão fictícia de si mesmo.
No episódio, Jack Donaghy (interpretado por Alec Baldwin) tenta inventar uma ideia para impressionar o seu chefe, Hank Hooper (Howard), e transformar a KableTown por completo; Liz Lemon (Tina Fey) coloca esforços em escolher um novo passatempo e em continuar com ele, de modo a provar a si mesma que é uma nova mulher; Jenna Maroney (Jane Krakowski) acredita estar sob a maldição da peça teatral Macbeth; enquanto Tracy Jordan (Tracy Morgan) assina um contracto para gravar um filme, de modo a poder pagar os seus impostos muito elevados.
Em geral, "The Shower Principle" foi recebido com opiniões mistas pela crítica especialista em televisão do horário nobre, com o monólogo da personagem Mayor McCheese sendo universalmente aclamado pela sua unicidade e desempenho de Jessop. Todavia, o enredo e o conteúdo humorístico do episódio foram altamente criticados. Segundo os dados revelados pelo sistema de registo de audiências Nielsen Ratings, foi assistido por 3,20 milhões de telespectadores ao longo da sua transmissão original e recebeu a classificação de 1,5 e cinco de share no perfil demográfico dos telespectadores entre os dezoito aos 49 anos de idade.

## Produção
"The Shower Principle" é o décimo quinto episódio da sexta temporada de 30 Rock. Teve o seu enredo escrito por Tom Ceraulo, produtor associado da temporada, e foi realizado por Stephen Lee Davis. Este foi o quarto e penúltimo episódio cujo argumento foi escrito por Ceraulo, com "Double-Edged Sword" da temporada anterior sendo o seu último trabalho até então; ele viria a retornar a 30 Rock ao co-escrever o guião de "Florida" na temporada seguinte. Além disso, foi o terceiro e último episódio a ser realizado por Davis, com seus trabalhos anteriores sendo "Don Geiss, America and Hope" e "I Heart Connecticut" nas quarta e quinta temporadas, respectivamente.

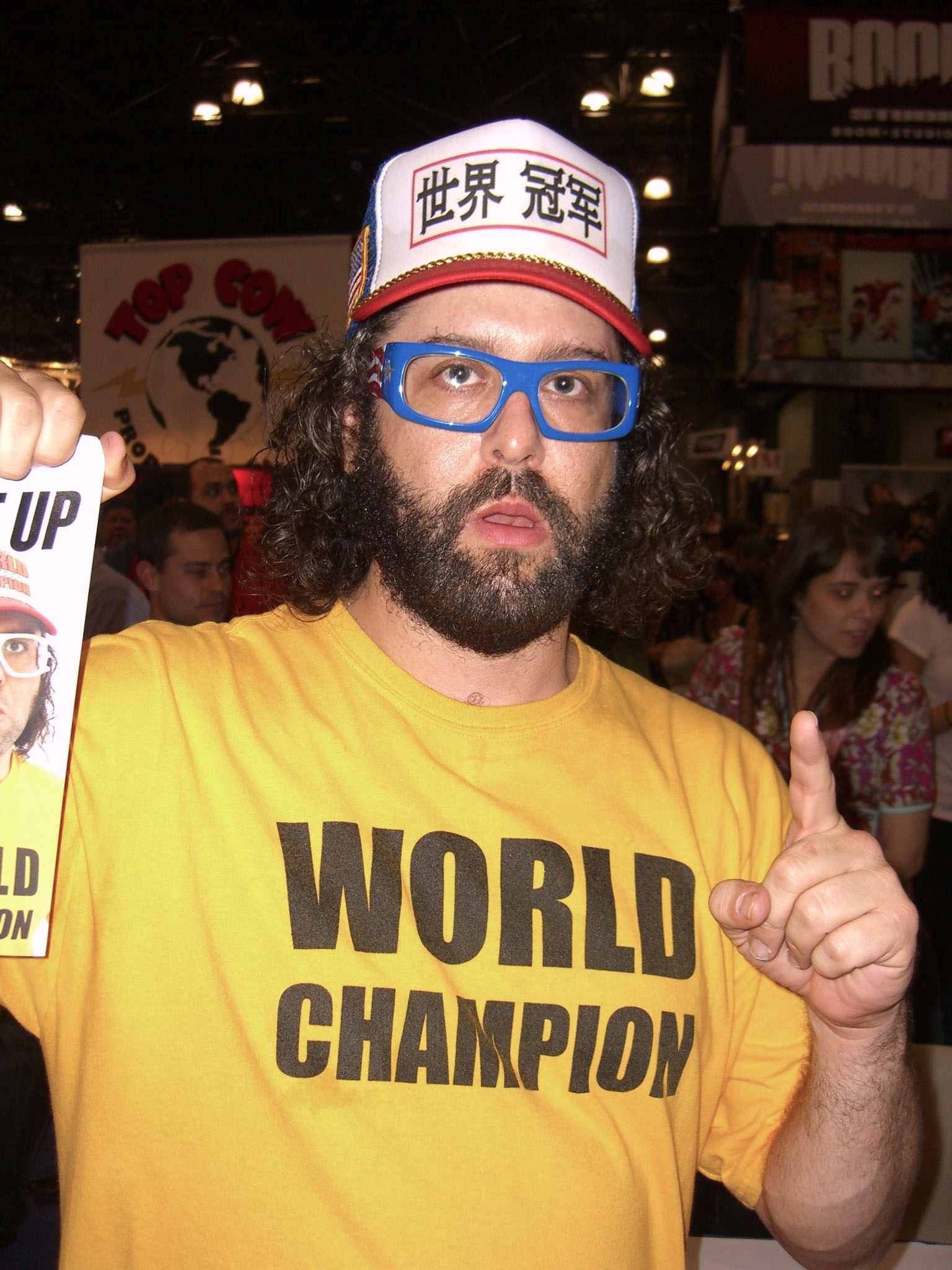
Em "The Shower Principle", Judah Friedlander usou um boné que lê "Emoticon Illiterate".

Em Novembro de 2011, foi publicado que a comediante e actriz norte-americana Kristen Schaal iria fazer uma participação em vários episódios de 30 Rock. Neste episódio, em sua quinta aparição no seriado, ela interpretou mais uma vez o papel da estagiária substituta Hazel Wassername. Em uma entrevista com Michael O'Connell, do portal de entretenimento The Hollywood Reporter, Schaal revelou vir a assistir a série há muito tempo e estava muito feliz por poder contracenar com o elenco de 30 Rock. "The Shower Principle" marcou também a quinta participação de Thomas Roberts, um apresentador do canal de televisão MSNBC. Roberts fez a sua estreia na quinta temporada em "Everything Sunny All the Time Always", episódio no qual interpretou uma versão fictícia de si mesmo. Em entrevista para o blogue homossexual Towlerode em 2011, Roberts afirmou que "esperava ter um papel recorrente" no seriado, ansiando que "Liz Lemon desenvolva uma paixoneta por mim apenas para [mais tarde] descobrir que eu jogo para a outra equipa." Ele viria a participar de mais um episódio da sexta temporada.
O título do episódio faz menção ao "shower principle", um conceito descrito por Jack como responsável por "momentos de inspiração que ocorrem quando o cérebro  está distraído do problema em questão como, por exemplo, quando se toma banho." Um estudo feito pelos editores de um blogue sobre psicologia e neurociência relataram ter tido experiências similares e afirmaram que situações similares podem ser encontradas no dia-a-dia. Embora o conceito descrito por Jack inclua peças específicas relacionadas à neuro-anatomia, que pode ou não ser verdadeiro, a ideia de "inspiração cognitiva súbita" é algo já experienciado pelos editores em situações como "palavra na ponta da língua."
O actor e comediante Judah Friedlander, intérprete da personagem Frank Rossitano em 30 Rock, é conhecido pelos seus bonés de camioneiro de marca registada que usa dentro e fora da personagem Frank. Os chapéus normalmente apresentam palavras ou frases curtas estampadas neles. Friedlander afirmou que ele próprio é quem faz os acessórios. Revelou também que "alguns deles são brincadeiras íntimas, e alguns são simplesmente piadas." A ideia veio do persona de Friedlander nas suas apresentações de comédia stand-up, nas quais os objectos de adorno estão todos estampados com a escrita "campeão mundial" em línguas e aparências diferentes. Em "The Shower Principle", Frank usa um boné que lê "Emoticon Illiterate".
Embora o seu nome tenha aparecido ao longo da sequência dos créditos finais, o actor Keith Powell, intérprete da personagem James "Toofer" Spurlock, não participou deste episódio.

## Enredo
Em uma reunião com o seu contabilista sobre os seus impostos, Liz Lemon (Tina Fey) apercebe-se que à cada ano que passa os seus impostos são sempre iguais. Ao consultar o que escreveu no diário no ano anterior, ela decide antecipar problemas recorrentes de modo a evitá-los. Além disso, arranja também o novo passatempo da meditação que, para a sua infelicidade, não a traz felicidade. Então, Liz apercebe-se que a origem dos seus problemas pessoais são os seus colegas de trabalho. Entretanto, horrorizado por saber que o seu chefe Hank Hooper (Ken Howard) planeia usar os rendimentos da empresa para pagar um dividendo, Jack Donaghy (Alec Baldwin) decide idealizar um negócio que irá convencer Hank a investir o dinheiro na empresa. Jack tenta se distrair com duches e jogos de golfe, operando sob o pensamento de que colocar a sua mente em um outro lugar trá-lo-á inspiração. Contudo, mais tarde descobre que Liz é a única distracção que o permite operar e, em desespero, vira-se à sua sugestão de meditação. Ao experimentar, imediatamente idealiza o plano de produzir sofás de modo a controlar toda a experiência de assistir televisão, ideia que agrada Hank.
Não obstante, Jenna Maroney (Jane Krakowski) recusa-se a actuar em uma esquete do TGS baseada em Macbeth, devido à sua crença à maldição da peça teatral escocesa. Como resultado, Liz escolhe a sua assistente Cerie Xerox (Katrina Bowden) de modo a deixar Jenna com ciúmes. À medida em que o tempo passa, Jenna é vítima de vários acidentes, descobrindo mais tarde que todos eles foram obra da estagiária Hazel Wassername (Kristen Schaal), que os causou com a finalidade de tornar-se na melhor amiga de Liz. Em outros lugares, ao se aperceber que o dia do pagamento dos impostos se avizinha, Tracy Jordan (Tracy Morgan) começa a se recordar que existem várias fontes de rendimento, ultimamente optando fazer dinheiro estrelando em um filme.

## Transmissão e repercussão

### Audiência
Nos Estados Unidos, "The Shower Principle" foi originalmente transmitido na noite de 29 de Março de 2012 através da NBC como o 117.° episódio de 30 Rock. Segundo as estatísticas publicadas pelo serviço de mediação de audiências Nielsen Ratings, o episódio foi visto por uma média aproximada de 3,20 milhões de telespectadores norte-americanos e recebeu a classificação de 1,5 e cinco de share no perfil demográfico dos telespectadores entre os dezoito aos 49 anos de idade. O 1,5 refere-se a 1,5 por cento de todos os cidadãos de 18 a 49 anos de idade nos Estados Unidos, e o cinco refere-se a cinco por cento de todos os telespectadores de 18 a 49 anos de idade assistindo televisão nos EUA no momento da transmissão. Este número de telespectadores foi o mais baixo de sempre do seriado, título anteriormente detido por "Today You Are a Man", visto por 3,21 milhões de pessoas.

### Análises da crítica
| Críticas profissionais | Críticas profissionais |
| Avaliações da crítica  | Avaliações da crítica  |
| Fonte                  | Avaliação              |
| ---------------------- | ---------------------- |
| AfterEllen.com         | (positiva)             |
| The A.V. Club          | C+                     |
| Entertainment Weekly   | (mista)                |
| The Filtered Lens      | (negativa)             |
| ScreenCrush            | (positiva)             |
| Uproxx                 | (positiva)             |

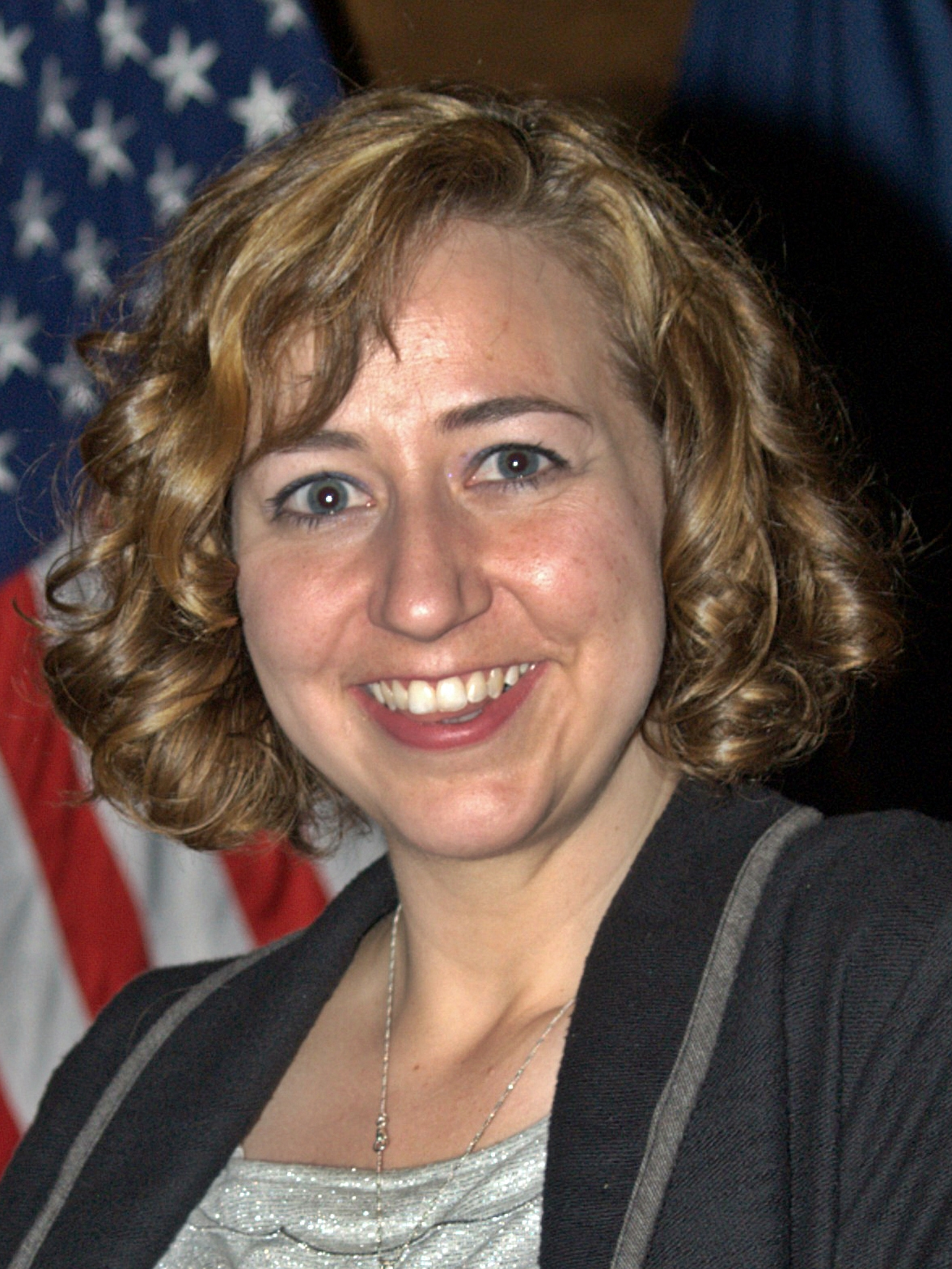
Uma resenhista questionou se deveria abrir uma petição para remover a personagem de Kristen Schaal de 30 Rock.

Breia Brissey, para a revista electrónica Entertainment Weekly, revelou desgosto pelo desempenho da personagem Hazel Wassername e a sua obsessão doentia por Liz e questionou aos seus leitores se teriam interesse em abrir uma petição para removê-la da série. Todavia, elogiou os enredos individuais de ambos Liz e Jack. Dorothy Snarker, para o portal LGBT AfterEllen.com, expressou sentimentos similares em relação à personagem.
Matt Dougherty, para o blogue de televisão The Filtered Lens, achou que "The Shower Principle" foi apenas "um episódio mau do seriado. Normalmente, 30 Rock é melhor que a maioria dos outros [programas] de televisão, mas 'The Shower Principle' foi simplesmente horrível. Risos foram difíceis de ser encontrados neste episódio, e mesmo quando apareciam, nunca conseguiram ser inteligentes ou até mesmo necessariamente merecedores de risadas." Nathan Rabin, para o jornal de entretenimento The A.V. Club, atribuiu a classificação de C+ de uma escala de A à F, opinando que embora "The Shower Principle" tenha tido momentos de inspiração, "o que foi engraçado não foi original, e o que foi vagamente original não foi engraçado de todo." "30 Rock é muito como Groundhog Day (...) o seriado tende a fazer a mesma porcaria semana após semana. [O seriado] está preso em uma rotina perpétua, amaldiçoado a repetir as mesmas piadas episódio após episódio."
Em uma opinião relativamente mais positiva para o portal Upprox, o crítico Alan Sepinwall escreveu que "eu não considero esta temporada a melhor da série, mas está recheada de várias piadas visualmente agradáveis e tantas frases... Até algumas das piadas recicladas, como Jenna aludindo mais uma vez a sua relação disfuncional e violenta com Mickey Rourke, foram bem compostas." O monólogo retirado de Macbeth, proferido pela personagem Mayor McCheese, interpretado pela estrela convidada Peter Jessop, foi elogiado por Rabin e Sepinwall, bem como por Jake Walker na sua análise para o portal ScreenCrush, na qual vangloriou o desempenho de Jessop, descrito por si como "algo que não se vê todos os dias," e declarou que este foi um episódio "que vale a pena assistir."